# اسپرس درخشان
اسپرس درخشان، اسپرس خرقانی (نام علمی: Onobrychis subnitens) نام یک گونه از سرده اسپرس است.